# Macrodorcas mochizukii
Macrodorcas mochizukii is een keversoort uit de familie vliegende herten (Lucanidae). De wetenschappelijke naam van de soort is voor het eerst geldig gepubliceerd in 1937 door Miwa.